# هيكتور لومبارد
هيكتور لومبارد (بالإنجليزية: Héctor Lombard؛ مواليد 2 فبراير 1978) هو مُقاتل فنون قتالية مختلطة كوبي وأسترالي.
Cuban (expatriate)

## وصلات خارجية
- هيكتور لومبارد على موقع بوكس ريك (الإنجليزية) (registration required)
- هيكتور لومبارد على موقع الفيدرالية الدولية للجودو (الإنجليزية)
- هيكتور لومبارد على موقع JudoInside.com (الإنجليزية)
- هيكتور لومبارد على موقع يو إف سي (الإنجليزية)
- هيكتور لومبارد على موقع بيلاتور (الإنجليزية)
- هيكتور لومبارد على موقع شيردوغ (الإنجليزية)
- هيكتور لومبارد على موقع Tapology.com (الإنجليزية)
- هيكتور لومبارد على موقع فايت ماتريكس (الإنجليزية)
- هيكتور لومبارد على موقع اللجنة الأولمبية الدولية (الإنجليزية)
- هيكتور لومبارد على موقع أوليمبيديا (الإنجليزية)
- هيكتور لومبارد على موقع IMDb (الإنجليزية)
- هيكتور لومبارد على موقع قاعدة بيانات الفيلم (الإنجليزية)